# Головка резьбонакатная
Резьбонакатная головка — приспособление для получения резьбы пластическим деформированием — накатыванием — на универсальных станках токарной или сверлильной группы.
Различают:
- головки для накатывания резьбы с осевой подачей (аксиальные);
- головки для накатывания резьбы с тангенциальной подачей (тангенциальные);
- головки для накатывания резьбы с радиальной подачей (радиальные).

Аксиальные головки оснащаются комплектом из трех или более резьбонакатных роликов, имеющих коническую заборную и цилиндрическую калибрующую часть. Применяются для накатывания длинных резьб и резьб на полых заготовках.
Тангенциальные головки оснащаются двумя цилиндрическими роликами. Применяются для накатывания резьб, длина которых не превышает ширину роликов. Имеют более высокую производительность по сравнению с аксиальными.
Радиальные головки оснащаются двумя или тремя роликами, обычно затылованными (некруглыми). Применяются для накатывания резьб, длина которых не превышает ширину роликов. Имеют наибольшую производительность по сравнению с другими типами резьбонакатных головок, однако весьма сложны по конструкции.